# نيكو سالفا
نيكو سالفا مواليد 8 مارس 1990 في كيزون، هو لاعب كرة سلة فلبيني. بدأ مسيرته الاحترافية في سنة 2013. يلعب في الرابطة الفلبينية لكرة السلة. يحمل الرقم 78. يبلغ طوله 6 قدم 3 بوصة (1.9 م). مثّل منتخب بلاده. لعب مع باراكو بول إنرجي وبارانجي جينبرا سان ميغيل.